# Rete degli orti botanici della Lombardia
La Rete degli orti botanici della Lombardia è un'associazione che riunisce sette orti botanici della Regione Lombardia. 
È stata fondata nell'anno 2002 con lo scopo di tutela, studio, promozione e valorizzazione del patrimonio culturale vegetale degli Orti Botanici, con particolare attenzione alla conservazione delle piante, di specie e cenosi minacciate. Altri scopi sono la collaborazione, l'interazione e il costante contatto tra gli Orti Botanici; lo stimolo all'acquisizione da parte degli Orti Botanici afferenti dei requisiti minimi museali secondo gli standard della Regione Lombardia; la promozione della cultura e della ricerca scientifica.
Gli orti appartenenti alla Rete sono:
- Orto botanico Lorenzo Rota di Bergamo
- Giardino botanico alpino Rezia di Bormio
- Orto botanico di Brera di Milano
- Orto botanico Città Studi dell'Università degli Studi di Milano
- Orto botanico di Pavia
- Orto botanico "Giordano Emilio Ghirardi" di Toscolano Maderno
- Parco botanico di Villa Carlotta a Tremezzina